# Akreavenek Island
Akreavenek Island – niezamieszkana wyspa należąca do Archipelagu Arktycznego znajdująca się w regionie Kivalliq, Nunavut, Kanada. Położona jest 11 km na północny wschód od osady Chesterfield Inlet.